# Truth Social
Truth Social (frühere Eigenschreibweise TRUTH Social oder auch TRUTH SOCIAL) ist eine US-amerikanische Social-Media-Plattform und Mikroblogging-Website. Sie befindet sich im Besitz der 2021 gegründeten Trump Media & Technology Group in Palm Beach, die von dem ehemaligen republikanischen Politiker Devin Nunes geführt wird. Sie wird als ein Versuch des amtierenden US-amerikanischen Präsidenten Donald Trump interpretiert, ein eigenes soziales Netzwerk zu etablieren.

## Geschichte
Nach dem Sturm auf das Kapitol der Vereinigten Staaten am 6. Januar 2021 hatten mehrere soziale Netzwerke Donald Trump von ihren Plattformen verbannt, darunter Twitter, Facebook und Instagram, mit der Begründung, dass Trump mit seinen Aussagen die Unruhen verursacht habe, bei denen mehrere Menschen ums Leben kamen. Trump kündigte daraufhin die Gründung eines eigenen sozialen Netzwerks an und gründete das Medienunternehmen Trump Media & Technology Group (TMTG). Am 20. Oktober 2021 kündigte TMTG an, dass die Plattform im ersten Quartal 2022 an die Öffentlichkeit gehen würde. Der Start einer begrenzten Beta-Version wurde für den November 2021 angekündigt, aber nicht durchgeführt. Es wurde zudem ein Börsengang der TMTG über eine Fusion mit einer Special Purpose Acquisition Company (SPAC) angekündigt. Stunden nach der Pressemitteilung wurden die Domains, die mit dem Unternehmen in Verbindung stehen, und eine scheinbar öffentlich zugängliche mobile Beta-Version der Website von Mitgliedern der Gruppe Anonymous aufgespürt und mit gefälschten Profilen belegt. Im Dezember wurde bekannt, dass die Vereinbarung mit der SPAC Digital World Acquisition Corp. (DWAC) durch die Börsenaufsichtsbehörde United States Securities and Exchange Commission (SEC) auf Unregelmäßigkeiten untersucht würde.
Bis Dezember 2021 konnte die TMTG knapp eine Milliarde US-Dollar von privaten Investoren für die Entwicklung der Plattform einsammeln.
Seit dem 16. Februar 2022 lief zunächst ein Betatest mit 500 Teilnehmern.
Die App ist am 21. Februar 2022 (Presidents’ Day) im Apple App Store erschienen und war zunächst nur in den Vereinigten Staaten und mit iOS-Geräten nutzbar.
Mitte März 2022 lag die Zahl der täglichen Nutzerinteraktionen bei 300.000. Bei Twitter sind es im selben Zeitraum 217 Millionen Nutzerinteraktionen. Trump selbst hatte Truth Social, mit Ausnahme einer Truth-Meldung zum Start der Plattform („Seid bereit, euer liebster Präsident wird euch bald sehen“), in den ersten beiden Monaten nicht genutzt.
Anfang April 2022 verließen mit Josh Adams (CTO) und Billy Boozer (Produktentwicklung) zwei Führungskräfte das Unternehmen.
Am 27. April 2022 erreichte Truth Social Platz eins im Apple Store. Die Web-Version wurde am 19. Mai 2022 in den Vereinigten Staaten veröffentlicht, die Zugriffe über PC oder über Android-Mobilgeräte erlaubt. Ende August 2022 wurde eine Android-App veröffentlicht, dieser wurde jedoch wegen mangelnder Moderation des Netzwerks (insbesondere in Bezug auf Hetze und Gewaltandrohung) die Freigabe im Google Play Store verweigert. Die Android-App war dadurch nur bei einigen Drittanbietern wie Samsung Galaxy Store erhältlich.  Im Oktober 2022 wurde die App durch Google Play freigegeben, nachdem Truth Social seine Moderations-Richtlinien dermaßen anpasste, um die Mindestvorgaben von Google zu erfüllen.
Die SPAC DWAC konnte bis zum 8. September 2022 nicht die zum Zusammenschluss notwendige Zustimmung von 65 Prozent der Investoren erreichen. Durch einen Kapitalzuschuss einer Risikoinvestment-Gruppe konnte die Frist für diesen Beschluss kurzfristig bis zum 10. Oktober 2022 verlängert werden. DWAC teilte der Börsenaufsicht am 23. September 2022 mit, dass bis dahin Investoren 138,5 Millionen US-Dollar abgezogen hatten. Die SPAC, die sich mit der Trump Media Group zusammenschließen sollte, änderte auch die Anschrift von einer Adresse in Miami zu einer Postfachadresse.
Am 29. Juni 2023 wurden drei Investoren der Digital World Acquisition Corp. wegen Insiderhandels festgenommen.
Im November 2023 wurde bekannt, dass Truth Social seit der Gründung 2022 einen Verlust von 73 Millionen US-Dollar eingefahren hat. Nach eigenen Angaben hat Truth Social im ersten Quartal 2024 bei einem Umsatz von 770.500 Dollar einen Verlust von 328 Millionen Dollar erlitten. Nach Eröffnung des in New-York stattfindenden Strafprozesses wegen Wahlkampfbeeinflussung durch Schweigegeldzahlung am 16. Mai 2024 fiel der Kurs der Truth Social tragenden Gesellschaft Trump Media and Technology Group (TMTG) um 16 %.

## Plattform
Berichten zufolge werden die Nutzer auf Truth Social in der Lage sein, Beiträge (Truths) zu verfassen und Beiträge anderer Nutzer (Retruths) zu teilen. Die Plattform soll künftig auch einen Newsfeed, genannt truth feed, sowie ein Benachrichtigungssystem bieten. Bilder, Videolinks und Artikellinks können über die Plattform geteilt werden. Die Plattform orientiert sich damit laut Beobachtern stark an der Plattform Twitter, wo Beiträge (Tweets) von Nutzern geteilt (Retweets) werden können. Truth Social basiert auf Mastodon und Soapbox, jeweils freie und quelloffene Software, die unter der AGPLv3-Lizenz veröffentlicht wird.
Laut eigenen Angaben will Truth Social „offene, freie und ehrliche Konversation ohne Diskriminierung von politischen Ideologien“ gewährleisten. Das offizielle Motto der Plattform lautet Follow the Truth (deutsch „Folge der Wahrheit“). Laut Trump selbst soll die Plattform sich der „Tyrannei“ der Big-Tech-Unternehmen entgegenstellen, die ihm zufolge Zensur betreiben würden.
Bei der ersten Ankündigung des Unternehmens im Oktober 2021 hieß es in den Nutzungsbedingungen, das Unternehmen sei rechtlich nicht verantwortlich für „den Inhalt, die Richtigkeit, die Anstößigkeit, die Meinungen [oder] die Zuverlässigkeit“ von Beiträgen, die Nutzer auf der Website veröffentlichen. Einige Kommentatoren merkten an, dass diese selbsterklärte Immunität sich auf Abschnitt 230 des Communications Decency Act zu stützen schien, ein Gesetz, das Trump während seiner Präsidentschaft entschieden ablehnte. Die Plattform behält sich das Recht vor, Nutzer von der Plattform zu verbannen oder für veröffentlichte Inhalte zu verklagen, wenn Regeln verletzt werden.

## Rezeption
Die Plattform wurde von Beobachtern als Versuch Trumps gewertet, eine Alternative zu den etablierten Plattformen und ein Sprachrohr für seine Botschaften zu schaffen. Dabei konkurriert Truth Social neben etablierten Netzwerken auch mit anderen alternativen Plattformen wie Gab, Parler, Rumble oder Gettr. Über die Erfolgsaussichten gibt es gemischte Ansichten. Der CEO von Gettr, Jason Miller, ein ehemaliger Berater von Trump, lobte Truth Social und spekulierte, dass die neue Plattform Facebook und Twitter Marktanteile abnehmen könnte. CNN bezeichnete die Plattform dagegen als „zum Scheitern verurteilt“, da es schon viele ähnliche Plattformen gebe. Drew Harwell von der Washington Post fand bemerkenswert, dass in einem von Donald Trump dominierten Medium der exzessive Gebrauch von Großbuchstaben untersagt ist. Es wurde außerdem die Befürchtung geäußert, dass die Plattform ein Ort für die Verbreitung von Fehlinformationen und eine Bedrohung für die Demokratie werden könnte. Kritisiert wurde, dass Nutzer laut den Nutzungsbedingungen die Plattform nicht kritisieren dürften, obwohl diese sich angeblich der freien Meinungsäußerung verschrieben habe.